# Лезіньяно-де-Баньї
Лезіньяно-де-Баньї (італ. Lesignano de' Bagni) — муніципалітет в Італії, у регіоні Емілія-Романья, провінція Парма.
Лезіньяно-де-Баньї розташоване на відстані близько 360 км на північний захід від Рима, 85 км на захід від Болоньї, 17 км на південь від Парми.
Населення — 5004 особи (2014).

## Демографія
Населення за роками:

Станом на 1 січня 2023 року в муніципалітеті офіційно проживало 389 іноземців з 46 країн, серед них 75 громадян країн Євросоюзу та 20 громадян України.

## Сусідні муніципалітети
- Лангірано
- Нев'яно-дельї-Ардуїні
- Парма
- Траверсетоло